# Calum Elliot
Calum Elliot (Edimburgo, 30 marzo 1987) è un ex calciatore scozzese, di ruolo attaccante.

## Carriera

### Club
Ha giocato nella prima divisione scozzese ed in quella lituana.

### Nazionale
Nel 2006 ha giocato 4 partite negli Europei Under-19, nei quali ha segnato anche una rete; l'anno seguente ha invece giocato 3 partite senza mai segnare ai Mondiali Under-20. Tra il 2007 ed il 2008 ha inoltre giocato complessivamente 8 partite con la Nazionale Under-21, senza mai segnare.

## Statistiche

### Presenze e reti nei club
Statistiche aggiornate al 20 ottobre 2012.
| Stagione                   | Squadra                    | Campionato                 | Campionato | Campionato | Coppe nazionali | Coppe nazionali | Coppe nazionali | Coppe continentali | Coppe continentali | Coppe continentali | Altre coppe | Altre coppe | Altre coppe | Totale | Totale |
| Stagione                   | Squadra                    | Comp                       | Pres       | Reti       | Comp            | Pres            | Reti            | Comp               | Pres               | Reti               | Comp        | Pres        | Reti        | Pres   | Reti   |
| -------------------------- | -------------------------- | -------------------------- | ---------- | ---------- | --------------- | --------------- | --------------- | ------------------ | ------------------ | ------------------ | ----------- | ----------- | ----------- | ------ | ------ |
| 2004-2005                  | Heart of Midlothian        | SPL                        | 4          | 0          | -               | -               | -               | -                  | -                  | -                  | -           | -           | -           | 4      | 0      |
| 2005-2006                  | Heart of Midlothian        | SPL                        | 28         | 5          | SC + SLC        | 4 + 2           | 1 + 0           | -                  | -                  | -                  | -           | -           | -           | 34     | 6      |
| 2006-gen.2007              | Motherwell                 | SPL                        | 15         | 2          | SLC             | 2               | 0               | -                  | -                  | -                  | -           | -           | -           | 17     | 2      |
| gen.-giu. 2007             | Heart of Midlothian        | SPL                        | 10         | 0          | SC              | 1               | 0               | CU                 | 1                  | 0                  | -           | -           | -           | 12     | 0      |
| 2007-2008                  | Heart of Midlothian        | SPL                        | 24         | 2          | SLC             | 3               | 2               | -                  | -                  | -                  | -           | -           | -           | 27     | 4      |
| 2008-gen. 2009             | Livingston                 | SFD                        | 13         | 11         | SLC             | 1               | 0               | -                  | -                  | -                  | -           | -           | -           | 14     | 11     |
| gen.-giu 2009              | Heart of Midlothian        | SPL                        | 12         | 2          | SC              | 1               | 0               | -                  | -                  | -                  | -           | -           | -           | 13     | 2      |
| 2009-2010                  | Heart of Midlothian        | SPL                        | 13         | 0          | -               | -               | -               | -                  | -                  | -                  | -           | -           | -           | 13     | 0      |
| 2010-2011                  | Heart of Midlothian        | SPL                        | 19         | 4          | SC + SLC        | 1 + 1           | 0 + 0           | -                  | -                  | -                  | -           | -           | -           | 21     | 4      |
| nov.-dic. 2011             | Dundee                     | SFD                        | 6          | 0          | SC              | 1               | 0               | -                  | -                  | -                  | -           | -           | -           | 7      | 0      |
| Totale Heart of Midlothian | Totale Heart of Midlothian | Totale Heart of Midlothian | 110        | 13         |                 | 7 + 6           | 1 + 2           |                    | 1                  | 0                  |             | -           | -           | 124    | 16     |
| gen. 2012-                 | Žalgiris Vilnius           | A                          | 32         | 16         | LT              | 3               | 0               | EL                 | 2                  | 0                  | -           | -           | -           | 37     | 16     |
| Totale carriera            | Totale carriera            | Totale carriera            | 176        | 42         |                 | 20              | 3               |                    | 3                  | 0                  |             | -           | -           | 199    | 45     |

## Palmarès

### Club

#### Competizioni nazionali
- Coppa di Scozia: 1

Hearts: 2005-2006
- Coppa di Lituania: 1

Žalgiris: 2011-2012